# Шайени
Вижте пояснителната страница за други значения на Шайени.
Шайени (самоназвание тсисциста, „човешки същества“), – северноамериканско индианско племе от алгонкинското езиково семейство. Първоначално живеят в областта на Големите езера (съвременния щат Минесота), но в първата половина на 18 век мигрират на запад, в областта на Великите равнини и се превръщат в едно от типичните племена на конни ловци-номади.

## Социално устройство

### Воински общества
Воинските общества на шайените от историческия период имат в своя дух, цел, регалии и ритуали първоначално военна насоченост. Като дори онези религиозни черти, които се проявяват при тях, имат за основа желанието да получат благосклонността на висшите сили, които да им дарят успех в битките.
В основните си функции обществата биват фактически независими едно от друго. Не се е наблюдавало разделение на възрастов принцип. Юношата на възраст 14 – 16 години встъпва в дадено общество по покана на членовете му. Ако се съгласял, бивал придружен от родното му типи до шатрата където се събират членовете на обществото, носещи характерните си регалии. Новопосветеният танцува, пее и пирува заедно с тях и така става член на обществото. Ако пожелае, той може по-късно да промени членството си. Всяка пролет се избират нови военни вождове, след което всеки има право да смени обществото си и да встъпи в друго. Понякога преместванията са толкова много, че се налага реорганизация на всички общества, която от своя страна още веднъж включва избор на нови военни вождове.
Според митологията на шайените, техният легендарен пророк Сладкото Лекарство създава първоначално четири военни общества, към които впоследствие се прибавили още три.
Повечето изследователи приемат, че през 19 в. при шайените съществуват следните военни общества:
- Лисичетата (Воините-Лисици) или Койотите
- Воините-Лосове или Стъргалките от лосов рог, наричани още Дрънкалките от копита
- Мъжете-Кучета (Воините-Кучета)
- Червените Щитове или Воините-Бикове
- Опаките или Обществото на Тетивите
- Бесните Кучета или Глупавите Кучета
- Тетивите или Тетивите на Човека-Сова (известни също като Воините-Вълци)

Всеки път, когато член на някое общество се проявявал в битка, извършвайки някаква героична постъпка за своя народ, му се разрешавало от този момент да носи риза от еленова кожа, украсена със скалпови кичури, добити от враговете. В по-зряла възраст той можел да носи боен накит от пера от опашката на орел, който има спускащ се до земята шлейф. Ако той имал достатъчно нанесени ку, можел да прикрепи на края на орловото перо снопче коса, а ако е участвал в Танца на слънцето, можел да прикрепи към бойния си накит перо.
Боядисването, дрехите, песните и танците били традиционни и особени за членовете на всяко войнско общество. Всяко от тях имало четири свещени песни, изпълнявани с различна мелодия – някои с думи, други без. Освен това имало и по четири свещени песни за всяко общество, които се пеели на Великата медицина и четири военни песни, изпълнявани от отделните воини на бойното поле или съвместно на съвета на обществото. Членовете на всяко общество се обръщали един към друг с думите „приятелю“ или „братко“ и сключвали обет за взаимна защита.
Червените щитове, Койотите и Дрънкалките от копита допускали по четири шайенски девойки в церемониалните си шатри. Те обикновено се избирали сред дъщерите на 44-та вождове и воините ги наричали „жени-воини“ или „сестри“. Воините от обществото не можели да се женят за някоя от тях, но можели да се женят за девойките на друго общество. На девойките се предоставяли почетни места на всички танци и те седели пред военните вождове на всички събрания на съвета на обществото.
Дорси съобщава, че обществата на Противоположните и Воините-кучета не допускали жени в шатрите на своите общества. Причината за това била, че когато Великия Пророк заръчал на светите мъже да учредят военните общества, им дал възможността да допуснат в шатрата си четири целомъдрени и скромни жени, произлизащи от най-добрите семейства. Но добавил, че с обществата непременно ще се случи нещастие, ако това условие бъде нарушено. Опасявайки се, че сред тях с измама може да проникнат нецеломъдрени жени, обществата на Кучетата и Опаките (Тетивите) отказали да ги допускат въобще. Всеки път когато някое от обществата се събирало в своите шатри, дълго време се кадели ароматни треви в чест на Махео, така че носещия молитва дим напомнял, че те продължават да изпълняват свещените наставления, които той милостиво дарил на предците им посредством Великия Пророк.

## Религия

### Племенни светини
Шайените имат две основни племенни светини: четирите Свещени стрели и Свещената бизонова шапка.
- Свещените Стрели

Висшето същество Махео дало на свещената планина Ноавос (Noaha-vose) или Мечата планина четири стрели на великия пророк Сладкото Лекарство. По време на живота си при шайените той им дал Свещените стрели, а също им завещал закони и им съобщил пророчества. Свещените стрели се наричат Maahotse (или още Mahuts – произлизащо от името на Създателя, Махео). Освен благословия за народа и поддържане на обединяването му като шайени, Свещените стрели символизират мъжката сила. Две от тях се наричат човешки стрели, а другите две – бизонови.
Описвани като един от великите свещени предмети на шайените, те се възприемат като живо въплъщение на духовна сила. В миналото, когато Свещените стрели и Свещената шапка били носени в сражение, те според разказите можели да ослепят враговете със силата си. Една от най-големите трагедии в историята на шайените е завладяването на Свещените стрели от поуните ок. 1830 г., когато пазител бил Белият Гръм; оттогава започнал дълъг период на катастрофи и нещастия. Новите Свещени стрели били направени с участието на такива свещени мъже като Бъзът и Лудото Муле.
Съгласно учението на Сладкото Лекарство, Стрелите се обновявали всеки път, когато народът страдал, боледувал или попадал в поредица от несполуки; церемонията на обновяването обикновено се определя като „най-важен религиозен обред на шайените“. Стрелите се обновявали и когато шайен убиел съплеменник. Хората вярвали, че убийството омърсявало Стрелите с кръв и в този случай било необходимо обновление и възстановяване единството на народа. В миналото, както казват шайените, тази церемония точно повтаряла това, на което бил научен на Noaha-vose Сладкото Лекарство и когато един от вождовете на Съвета на 44-та давал обет за провеждането ѝ, тя се правела по същия начин, както и в най-древни времена. По време на резервационния период тази практика се променила.
Всеки шайен, който се сблъсквал в живота си с големи трудности, имал право да даде обет за изпълнение на церемонията. Освен духовната подготовка, далия обет събирал жертвени дарове, подаръци и храна. Съгласно традицията той можел да обяви за предстоящата церемония на обновяването след първия пролетен гръм. И докато през текущата година този обред не се извършел, не можело да се проведе никаква друга церемония. Сложният ритуал, който извършвали жреците на Свещените стрели, обикновено включвал четири подготвителни дни и четири дни за непосредствено обновление.
Пазителят на Свещените стрели бил подпомаган в задълженията си от своята съпруга, която също била свещена жена.
- Свещената бизонова шапка

Свещената шапка била другата велика светиня на шайените. Тя представлява жизненото въплъщение на духовната сила. На шайенски се нарича с думата Иссивун (Esevone), която също означава и стадо женски бизони. Била донесена от великия пророк и културен герой на сутайо Изправените Рога (Tomsivsi), който на свой ред ги получил от Върховното Същество – Махео на една свещена планина на север. Когато двете родствени групи се обединили, от сутайо шайените получили Свещената бизонова шапка и церемонията на Танца на слънцето. Заедно с духовния дар – Свещената шапка, която била направена от бизонов скалп на бизонка с рога, народът получил благословия за обновление и процъфтяване.
В миналото, когато Шапката и Стрелите били носени по време на бой, шайените вярвали, че силата им ослепява враговете и защитава своите воини. През 1874 г. по повод на Шапката възникнал спор. Нейният пазител, Полумечка, умрял, а синът му, Въгленовата Мечка отсъствал по това време и Свещената шапка попаднала в ръцете на временен пазител, който после отказал да върне светинята на Въгленовата Мечка, когато той пристигнал. В края на краищата Въгленовата Мечка получил шапката, но тя се оказала със значителна повреда (бил отрязан единия рог; антропологът Дж. Мууни дава описание на този рог и изрязаните върху него символи в статията си от 1905 г.). Шайените възприели този случай като ужасна трагедия и продължение на периода на нещастия и беди, започнал със загубата на Стрелите през 1830 г.
Синът на Въгленовата Мечка – Пясъчният Жерав, също станал пазител, както и внучката му Джозефина Бързата Глава Лимпи, която била определена за тази длъжност от Джо Малкия Койот. Днес Свещената шапка се намира у пазителя от сев. шайени в Монтана, за което му помага Жената на Свещената бизонова шапка; в нейните задължения влиза пренасянето на самата шапка и грижите за нейната шатра по време на преходите.

### Церемонията Массаум
Много древна свещена церемония на шайените, която различните информатори съотнасят или с Противоположните, или с животинските обреди, а също и със земеделските ритуали. Името Массаум идва от шайенската дума масса'не (луд), свързано с членовете на обществото Хонуку (Hohnuhkuh) – Противоположните, техния необичаен начин за лекуване и други чудатости. Церемонията Массаум е донесена на шайените от великия пророк Сладкото Лекарство, който първи я провежда на Ноавос (Noaha-Vose), свещената Меча планина (на английски: Bear Butte). Племенните групи на тсисциста се събират ежегодно през лятото за извършване на този обред, за да обновят свещения завет на предците. Церемонията, която ритуално демонстрира акта на сътворение на вселената, се извършва за пет дни. Ритуалните елементи включват издигане на свещена шатра, очистване в колиба за изпотяване, символическо представяне на всички видове животни, ритуален лов, обучение в ловните правила и изобразяване на деня и нощта.
Религиозните действия през всеки от дните са съпроводени от свещени песнопения, ритуално пушене, символическо боядисване, посвещения и молитви. В церемонията взимат участие далите обет, шаманите и техните помощници. Информаторите съобщават, че последното провеждане на Массаум при северните шайени било през 1911 г., а при южните – през 1927 г. Сред причините, които довели до изчезването на Массаум е животът в резерватите, противодействието на правителството и мисионерите на провеждане на традиционните обреди, а също изтребването на бизоните и другия дивеч. Пазителят на Свещените стрели, Пясъчният Жерав е един от шаманите, които са помогнали церемонията да се проведе през 1911 г.